# Tachina macularia
Tachina macularia là một loài ruồi trong họ Tachinidae.